# 藤原崇起
藤原 崇起（ふじわら たかおき、1952年2月23日 - ）は、日本の実業家。阪神電気鉄道代表取締役社長を経て、同社代表取締役会長、阪急阪神ホールディングス代表取締役、阪神タイガース取締役会長兼オーナー。

## 人物・経歴
兵庫県明石市の公務員の家に生まれる。1975年に大阪府立大学経済学部卒業後、公共的な仕事を志し、阪神電気鉄道入社。鉄道部門に配属され、以降長く鉄道事業に従事し、車掌や運転士見習なども経験した。阪神タクシー出向や、鉄道事業本部運輸部長を経て、2005年取締役に昇格。2007年常務取締役鉄道事業本部長。2009年神戸高速鉄道代表取締役社長。
2011年から阪神電気鉄道代表取締役社長兼阪急阪神ホールディングス取締役を務めた。2012年大阪駅周辺・中之島・御堂筋周辺地域都市再生緊急整備協議会構成員。2015年阪神ホテルシステムズ代表取締役会長。2017年阪神電気鉄道代表取締役・取締役会長、阪急阪神ホールディングス代表取締役、阪神タイガース取締役オーナー代行者、MBSメディアホールディングス取締役、山陽電気鉄道取締役、阪神ホテルシステムズ取締役。2018年阪神タイガース取締役会長オーナー、塩野義製薬監査役。
2023年4月1日付で阪神電気鉄道相談役に退く予定。それに先立つ形で阪神タイガースの会長・オーナー職も2022年12月21日付で退任、後任としてオーナーは杉山健博、会長は秦雅夫が就任している。
2024年4月、旭日重光章を受章。